# Need for Speed: Carbon
Need for Speed: Carbon (NFSC) je závodní počítačová hra vyrobena roku 2006 jako celkově desáté pokračování série Need for Speed. Hra byla vyvinuta EA Canada, EA Black Box a Rovio Games, publikována společností Electronic Arts (EA) a vydána 30. října 2006. Hra je hratelná na PlayStation 3, PlayStation 2, Wii, Xbox, Xbox 360, GameCube, Microsoft Windows, macOS a od roku 2008 i na arkádových automatech. Hlavní náplní hry jsou ilegální závody aut ve fiktivním městě Palmont City po událostech hry Need for Speed: Most Wanted.
Hra dostala i přenosnou verzi s názvem Need For Speed: Carbon – Own the City pro PlayStation Portable, Nintendo DS, Game Boy Advance a Zeebo.
Sběratelská edice obsahuje 4 speciální auta, 10 předem upravených aut, 6 nových závodů, 3 unikátní výzvy, 10 unikátních polepů a bonusové DVD ukazující zákulisí výroby hry a auta použitá ve hře.
„To, co začíná ve městě, se rozhoduje v kaňonech. Need for Speed Carbon vás vhrne do nejnebezpečnější a nejadrenalinovější formy pouličních závodů na světě.“

## Hratelnost
Hráč dostane možnost vybudovat svůj vlastní tým, vybírat si členy a parťáky a využívat jejich schopností jak na silnici, tak v garáži. Parťáci vám pomáhají vyhrávat závody a upravovat auta.
Hra poukazuje na rozdělení milovníků aut na třídy. V Need for Speed: Carbon se jezdci rozdělují na:
- Tunery – upravená auta
- American Muscle – klasická americká auta
- Exotic – exotická, drahá auta

Kromě mírných upravení fyzikálních modelů, která lehce ovlivňují ovládání a řízení u každé třídy aut, je hratelnost na stejných základech jako u předchozích dílů série. Ve hře je využit také nový model Autosculpt, který výrazným způsobem ovlivňuje úpravu vozů, návrhy a polepy. Úplně novým prvkem této hry jsou závody v kaňonech o život (oddělená část mapy). Město je rozděleno do bloků, z nichž každý z nich ovládá a kontroluje určitý tým závodníků. Závody mají spoustu podob, jako například point to point nebo drift. Hra má i multiplayer (online mód pro více hráčů).
Vaším cílem je porážet týmy svým vlastním týmem a ovládnout celé město Palmont City, mezitím, co vás nahání policejní složky. Týmy v městě se rozdělují na hlavní (příběhově důležité) a vedlejší.

### Hlavní týmy města
- 21st CREW – tým vedený Angie[2] a usazený v časti města zvané Kempton. Řídí American Muscle. Auto Angie je Dodge Charger R/T.
- Bushido – tým vedený Kenjim[3] a usazený v Downtownu. Řídí tunery. Auto Kenjiho je Mazda RX-7.
- T.F.K. – tým vedený Wolfem[4] a usazený ve Fortuně. Řídí Exotic auta. Auto Wolfa je Aston Martin DB9.
- Stacked Deck – tým vedený Dariusem[5] a usazený v Silvertonu. Řídí všechny druhy aut ve hře. Auto Dariuse je Audi Le Mans Quattro.

#### Hráčův tým (dle přiřazení)
- Neville (bloker) – blokuje auta protivníků, do party hráče přišel na doporučení Nikki.
- Sal (skaut) – ukazuje hráči skryté zkratky, kterými projíždí, do party hráče přišel na doporučení Nikki.
- Colin (stíhač) – zvyšuje rychlost hráčova auta; když jede před ním, táhne ho rychle za sebou, do party hráče přišel po porážce bosse Wolfa.
- Yumi (skaut) – ukazuje hráči skryté zkratky, kterými projíždí, do party hráče přišla po porážce bosse Kenjiho.
- Samson (bloker) – blokuje auta protivníků, do party hráče přišel po porážce bosse Angie.
- Nikki (stíhač) – zvyšuje rychlost hráčova auta; když jede před ním, táhne ho rychle za sebou, do party hráče přišla po provalení Dariusových lží.

### Vedlejší týmy města

#### Exotic
- Black Hearts
- Kings

#### American Muscle
- Inferno
- Los Colibries

#### Tuner

- Rotor 4
- Scorpios

## Příběh

### Zasazení
Díl Carbon je zasazen do fiktivního města Palmont City, které se rozděluje do čtyř čtvrtí: Kempton – čtvrť plná průmyslových komplexů a budov, Downtown – metropolitní čtvrť s finanční správou města, Fortuna – obytná oblast a Silverton – casino a rekreační střediska pro vyšší vrstvu společnosti. Všechny čtvrtě jsou propojené systémem dálnic a rychlostních silnic. Silverton je na počátku hry pro hráče uzavřený, otevře se až postupem příběhu. Celé město je obklopeno třemi kaňony: East, West a Carbon. Začátek příběhu se odehrává ve městě San Juan. Teprve po dokončení tutoriálu a výběru startovního auta se hráč dostává do Palmont City. Celý příběh se odehrává pouze v noci.

### Děj
Před událostmi dílu Most Wanted závodil hráč proti třem protivníkům v Palmont City. Angie, Kenji, Wolf a hráč spolu jeli závod za vidinou peněžní odměny. Na cílové čáře na ně čekala policie, které dal info další pouliční závodník Darius. Policie zatkla všechny účastníky závodu, včetně hráčovy přítelkyně Nikki, která před hráčovým únikem z města předala kufřík s penězi, ve kterém však byly pouze papírové náhražky.
Po návratu z města Rockport se v kaňonu hráč potkává s policejním seržantem Nathanem Crossem, který na něj vyhlásil odměnu za dopadení. Při závodu hráč zdemoluje své auto pádem do konstrukční zóny. Před Crossovým příjezdem dorazí k hráči Darius se svým týmem Stacked Deck, který poté policistu vyplatí, aby hráče nezatýkal. Následně Darius hráči navrhne nový začátek v Palmont City. Nikki, která nyní chodí s Dariusem neboť si myslí, že hráč zavolal tenkrát policii na závod a nechal zatknout všechny účastníky, plní Dariusovy rozkazy seznámit hráče s novými členy týmu.
Hráč se snaží celou hru pomocí ilegálních pouličních závodů zabrat město pro sebe a svojí partu. Po porážce každého z hlavních vůdců majoritních týmů se jeden člen jejich týmů přidá do hráčovy party. Postupně každý z členů hráčovy party odhaluje svoje vzpomínky na noc hráčova nuceného odjezdu. Krátce po poražení hlavních vůdců svolává Darius schůzku s hráčem. Chce nechat hráče zatknout Crossem, který se však předem domluví s Nikki, aby se tak nestalo. Hráč poté opět poráží v závodech jednoho vůdce party po druhém. Nakonec poráží i Dariuse, který následně opouští město. Hráč poté vládne celému městu.

## Need for Speed: Carbon – Own the City

### Zasazení
Na rozdíl od Need for Speed: Carbon se děj neodehrává v Palmont City, ale v Coast City, kde musíte zabrat 13 teritorií v 6 čtvrtích. V Own the City hráče nenahání policie během jeho závodění.

### Děj
Hráč a jeho bratr Mick jedou závod proti dvou dalším závodníkům. V ceně je celé Coast City. Závod končí nehodou, která zanechá hráče v komatu. Jeho bratr Mick při tom umírá.
Po hráčově probuzení ho vítají Mickova přítelkyně Sara a jeho kamarád Carter. Při návštěvě bratrova hrobu mu obě postavy vysvětlují podrobnosti onoho závodu.
Sara postupem příběhu zmizí. Hráč se dozví o člověku jménem Buddy, který způsobil nehodu. Jeden z bossů party, EX, pomáhá hráči najít Buddyho. Buddy přizná, že byl najatý na vraždu Micka. Poté hráč poráží policistu v utajení zvaného MK, který vypátrá, že EX plánoval Mickovu vraždu. Hráč poráží EXe a nechává ho zatknout.
Sara se vrátí do města a závodí s hráčem. Po závodu mu odhalí, že ten, kdo naplánoval Mickovu nehodu byl sám hráč. Mick byl podle ní zlý a ani ona ani hráč to s ním neměli lehké.